# 京王電鐵

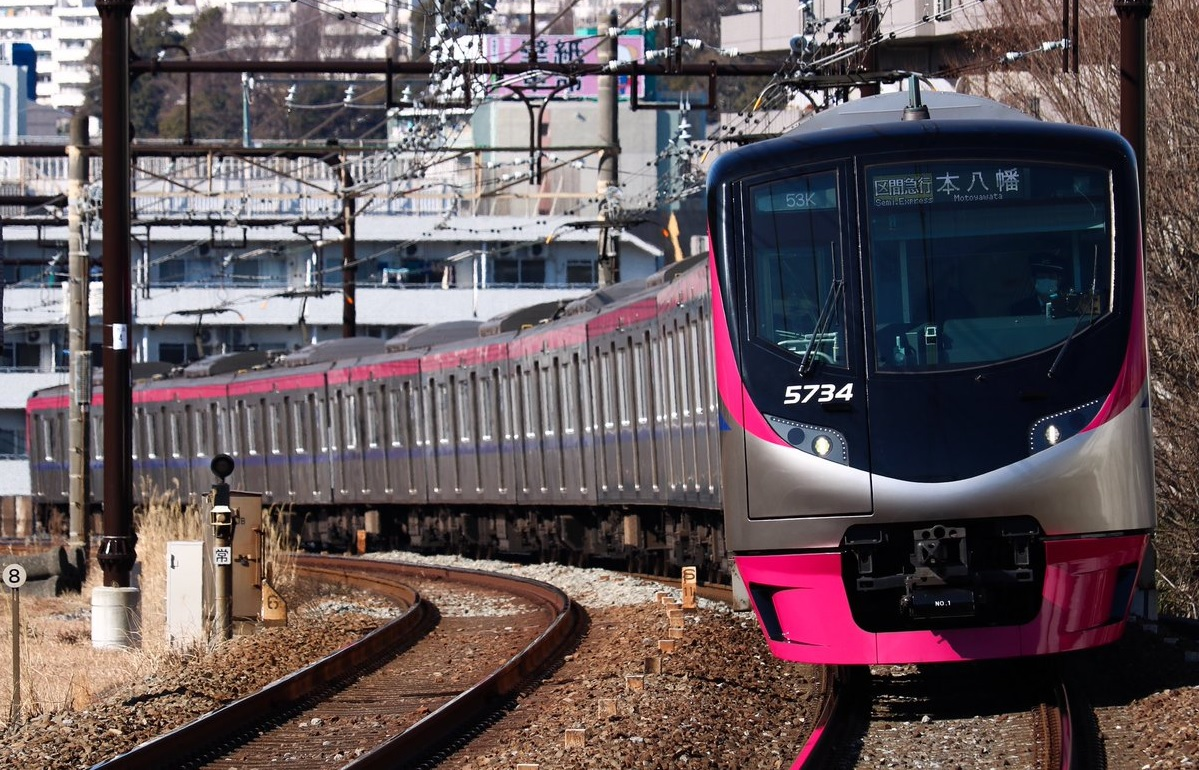
5000系

京王電鐵（日语：／ Keiō dentetsu */?，東證1部：9008），簡稱京王，是一家日本鐵路公司，同時為大手私鐵之一，主要營運範圍在東京都西南部至神奈川縣北部一帶。
身為東京證券交易所第1部上市企業，也是京王集團的核心企業，其在大手私鐵之中對於多角化經營較為謹慎，因而在平成大蕭條後各社遭受不動產價格下滑、流通不振、旅遊低迷等問題時，仍能夠保持健全財務。
京王此名稱意指連結東京與八王子之鐵道。在1998年6月30日以前，公司名稱是由舊「京王電氣軌道」與「帝都電鐵」之路線組合成的京王帝都電鐵（略稱：京王帝都、京帝，「Keio Teito Electric Railway」，縮寫為「KTR」）。1998年7月，為紀念公司設立50週年，京王帝都電鐵正式更名為京王電鐵株式會社。
京王電鐵在Passnet中的代號是KO。

## 車輛

### 現用車輛
截至2011年12月，除事業用車外京王線用列車共698輛、井之頭線用列車共145輛，合計共有843輛。2024年5月，京王電鐵宣布於2026年初將新型電車京王2000系電聯車投入使用，並預計在2027年3月引入4組編成共40輛該型的電車。

#### 京王線系統
營業用
- 9000系（日语：京王9000系電車）
- 8000系（日语：京王8000系電車）
- 7000系（日语：京王7000系電車）
- 5000系（2代）

#### 井之頭線
- 1000系（2代）（日语：京王1000系電車 (2代)）

## 路線列表
京王電鐵旗下路線分為「京王線」與「井之頭線」兩大系統。前者由原京王電氣軌道建設，使用1,372mm馬車軌距，路線編號為「KO」；後者則由原帝都電鐵建設，使用1,067m傳統窄軌軌距，路線編號為「IN」。

路線圖

| 記號 | 中文線名 | 日文線名 | 起點                  | 終點                    | 距離（公里） |
| ---- | -------- | -------- | --------------------- | ----------------------- | ------------ |
| KO   | 京王線   |          | 新宿（KO 01）         | 京王八王子（KO 34）     | 37.9         |
| KO   | 京王新線 |          | （新線）新宿（KO 01） | 笹塚（KO 04）           | 3.6          |
| KO   | 相模原線 |          | 調布（KO 18）         | 橋本（KO 45）           | 22.6         |
| KO   | 競馬場線 |          | 東府中（KO 23）       | 府中競馬正門前（KO 46） | 0.9          |
| KO   | 動物園線 |          | 高幡不動（KO 29）     | 多摩動物公園（KO 47）   | 2.0          |
| KO   | 高尾線   |          | 北野（KO 33）         | 高尾山口（KO 53）       | 8.6          |
| IN   | 井之頭線 |          | 澀谷（IN 01）         | 吉祥寺（IN 17）         | 12.7         |

## 外部連結
- 京王集團 （页面存档备份，存于）